# Съдебна психиатрия
Съдебната психиатрия (на английски: forensic psychiatry; на немски: Forensische Psychiatrie) е отрасъл на психиатрията, който изучава психичните разстройства и другите нарушения на психическата деятелност на човека в специалните му отношения към въпросите на пеналистиката и цивилистиката.
Съдебната психиатрия изучава и разрешава проблемите на граничната област между психиатрията и правото. Тя е по-конкретно раздел на социалната психиатрия. Занимава се с изучаването на психичните разстройства и връзката им с наказателното, гражданското и семейното право. Нейната задача е да подпомага следствието и съда по всички правни въпроси, засягащи психично болните. Това се свежда до изработването на съдебно – психиатрични експертизи. Съдебната психиатрия има тясна връзка освен с правните науки, но и със съдебната медицина, криминологията и философията.

## Теоретични основи и понятия
Най-голямо значение е дейността на съдебната психиатрия в областта на наказателното право. Основните въпроси, които тя трябва да реши там са следните: въпросите за вменяемостта на подсъдимия, деликтозащитната способност на потърпевшия, степента на обществената опасност на психично болния, свидетелската способност, дееспособността и брачната годност.

### Вменяемост
Вменяемостта е годност на индивида да разбира и да ръководи постъпките си за определен момент или период от време и при поставена конкретна задача. При нарушение на базисните психични годности вменяемостта е обект на съдебнопсихиатрична и съдебнопсихологична оценка.
Като вменяемост се определя способността за разбиране свойството и значението на деянието и за ръководене на постъпките. Наказателна отговорност за извършено престъпление могат да носят само вменяемите лица. По такъв начин вменяемостта на субекта на престъплението е предпоставка за вина. Разграничават се понятията „вменяемост“ и „наказуемост“. Наказуемостта се преценява от съда спрямо степента на вината. Оттук следва, че за едно и също деяние могат да се получат различни по степен наказания.
В българския наказателен кодекс в чл. 9, ал. I е дадено следното определение за престъпление:
| „ | Престъпление е това общественоопасно деяние (действие или бездействие), което е извършено виновно и е обявено от закона за наказуемо. | “ |

Отсъствието на част от установените признаци води до липса на престъпление. Невменяемите не извършват престъпления, а общественоопасни деяния.

### Невменяемост
Невменяемостта е вид оневиняване, тъй като по време на деянието извършителят е бил с качествено разстройство на базисните психични годности. Това разстройство трябва да е толкова изразено, че да поразява връзката с реалността. Основно то е изразения когнитивен дефицит при деменциите и психозите. За да се приеме състояние на невменяемост психичното разстройство трябва да е присъствало във времето на престъпния акт.
Това е състояние, при което по време на деянието личността не е можела да разбира свойството или значението на извършеното от нея или да ръководи постъпките си. В България се различават два вида невменяемост: възрастова и психопатологична. В българския наказателен кодекс в чл. 31, ал. I и ал. II се дават следните определения за възрастовата невменяемост:
| „ | (1) Наказателноотговорно е пълнолетното лице – навършило 18-годишна възраст, което в състояние на вменяемост извърши престъпление. (2) Непълнолетно лице – навършило 14 години, но ненавършило 18 години – е наказателноотговорно, ако е могло да разбира свойството и значението на деянието и да ръководи постъпките си. | “ |

Психопатологичната невменяемост в българския наказателен кодекс е формулирана така в чл. 33, ал. I ал. II:
| „ | (1) Не е наказателноотговорно лицето, което действува в състояние на невменяемост – когато поради умствена недоразвитост или продължително или краткотрайно разстройство на съзнанието не е могло да разбира свойството или значението на извършеното или да ръководи постъпките си. (2) (Изм. – ДВ, бр. 95 от 1975 г.) Не се налага наказание на лице, което е извършило престъпление, когато до произнасяне на присъдата изпадне в разстройство на съзнанието, вследствие на което не може да разбира свойството или значението на своите постъпки или да ги ръководи. Такова лице подлежи на наказание, ако оздравее. | “ |

Формулировката на невменяемостта съдържа два критерия, намиращи се в единство: медицински и юридически. Медицинският се нарича и психиатричен – умствена недоразвитост, продължително или краткотрайно разстройство на съзнанието. Това са състояния, близки до нозологията на заболяванията. Юридическият е психологичен – лицето не е могло да разбира свойството и значението на извършеното или да ръководи постъпките си. Този критерии дефинира границите на невменяемостта. По такъв начин той не отразява точно медицинските понятия, а създава рамка.
Медицинският критерии има три показателя за невменяемостта:
1. Умствената недоразвитост. Той обхваща всички разновидности на олигофренията в преходите им от идиотизъм, имбецилност до дебилност.
2. Продължителното разстройство на съзнанието. Към него спадат всички продължително протичащи психични заболявания – шизофрения, биполярно разстройство, параноя и др. Също така и напредналите стадии деградиращи личността, които включват деменцията.
3. Краткотрайното разстройство на съзнанието. Към него спадат алкохолизмът, делирът, аменцията, хаотично помрачение на съзнанието, патологична просъница и др.[1]

Нивото на IQ (интелект) има пряко отношение към криминогенността на индивида. При стойности под 90 е установено, че 20% от индивидите имат девиантно поведение. В диапазона 91 – 98 едва 8% имат криминално поведение. При IQ над 110 само 2% извършват престъпления.
Юридическият (психологичен) критерии има също три показателя за вменяемостта и невменяемостта:
1. Способността за разбиране свойството на деянието. Той изисква нормална критична способност. Това означава, деецът да съзнава своите действия, средствата, които използва и целта, която преследва.
2. Мисловният разграничител. Той означава, способността за разбиране значението на извършеното деяние. А също така съзнаването на неговата непозволеност, общественоопасния характер и моралните му последици.
3. Волевият разграничител. Това е способността за ръководене на постъпките. Той предполага нормално структуриран волеви акт.

При всички случаи на неразвитие на един от юридическите показатели е налице невменяемост.

### Неспособност за носене на наказателна отговорност
Когато извършителят на дадено престъпно деяние заболее от психично разстройство след извършване на престъплението, съдът и следствените органи временно спират съдебното производство. Тогава издават определение за настаняването му в психиатрична болница за изследване и лекуване, тъй като той не е в състояние да се защитава и да разбира смисъла на наказателната мярка спрямо него. Ако психичното заболяване има временен характер и той оздравее, делото се възобновява и съдебният процес продължава. Ако психичното заболяване вземе хроничен ход и няма здравословно подобрение делото се прекратява. В такъв случай извършителят се изпраща на принудително лечение ако продължава да представлява значителна опасност както за себе си, така и за обществото. Това се извършва според чл. 89 от наказателния кодекс, който гласи:
| „ | По отношение на лице, извършило общественоопасно деяние в състояние на невменяемост или изпаднало в такова състояние преди постановяване на присъдата или през време на изтърпяване на наказанието, съдът може да постанови: а) предаване на близките, ако поемат задължение за лекуването му под наблюдение на психо-неврологически диспансер; б) принудително лекуване в обикновено психо-неврологическо заведение; в) принудително лекуване в специална психиатрическа болница или в специално отделение в обикновено психо-неврологическо заведение. | “ |

### Деликтозащитна способност
Това е задачата на съдебнопсихиатричната експертиза да установи дали пострадалият е могъл да разбира смисъла и значението на извършеното спрямо него деяние и дали при него е налице психичната способност да се защитава срещу престъпното посегателство. Например при случай на изнасилване на малолетно момиче или слабоумна жена да се установи дали разбират смисъла и значението на извършения с нея полов акт. Тази преценка е от значение за по – тежката или по – леката квалификация на деянието на престъпника.

### Брачна неспособност
Тя се появява, когато психично болният за продължително време е неспособен да изпълнява съпружеските и домакинските си задължения. Най – общо казано, до такава неспособност довеждат психични разстройства, които протичат хронично и не се поддават на лечение: продължителни психози, дълбоко слабоумие, напреднало оглупяване, деградация на личността.

### Родителска неспособност
Родителска неспособност притежават такива родители, които не могат да се грижат и да възпитават децата си или упражняват родителските си права във вреда на тяхното здраве и интереси. До такава неспособност довеждат всички продължителни психични заболявания, които са основание за поставяне под пълно или частично запрещение. Такива лица не могат да се грижат за себе си, както и за децата си.

## Съдебнопсихиатрична експертиза
Тя не е задължителна за лицата извършили дознанието, за следователя, прокурора и съда. Експертизата е само един от източниците на съдебни доказателства. Ето защо както свидетелските показания, така и другите доказателства по делото подлежат на оценка от съда, който може да ги приеме, но може и да ги отхвърли. При отхвърляне на експертното заключение, следствените органи и съдът са задължени подробно да мотивират своето несъгласие и да искат извършването на нова експертиза.
Чрез съдебнопсихиатричната експертиза се преценяват вменяемостта, дееспособността, свидетелската и родителската способност, на телесната повреда и на обществената опасност на психично болния извършител. В практиката най-често се срещат следните видове експертизи: амбулаторна, стационарна, задочна, следсмъртна, при следователя, при съда. В случай, че заключението е необосновано или има съмнения, може да бъде назначена повторна експертиза, възложена на друг експерт. Всяка съдебнопсихиатрична експертиза съдържа следните раздели: увод; данни от делото; данни от изследванията на освидетелствания; съдебнопсихиатрично обсъждане; заключение.